# Осорио, Хуан Карлос
Хуа́н Ка́рлос Осо́рио Арбела́эс (исп. Juan Carlos Osorio Arbeláez; род. 8 июня 1961, Санта-Роса-де-Кабаль, Рисаральда) — колумбийский футболист, полузащитник; тренер.

## Биография
В качестве футболиста выступал на позиции полузащитника, причём в детской школе в возрасте девяти лет его пробовали и в качестве вратаря. Дебютировал в чемпионате Колумбии в 1982 году в составе «Депортиво Перейры». В 1984—1985 годах выступал за бразильский «Интернасьонал», после чего вернулся на родину, где продолжил выступления в «Онсе Кальдасе». Завершил карьеру футболиста в 26 лет из-за травмы. После этого продолжил обучение в США и Англии: в 1990 году окончил Южный университет штата Коннектикут (бакалавр физической культуры), также учился в Ливерпульском университете Джона Мура.
Тренерскую карьеру начал в США в 1998 году, в команде «Статен-Айленд Вайперс». После этого длительное время работал ассистентом главного тренера в «Нью-Йорк/Нью-Джерси Метростарз» и «Манчестер Сити». Первой командой, которую Осорио возглавил в качестве главного тренера, стал столичный колумбийский «Мильонариос» в 2006 году. В 2007 году вернулся в США, а спустя год стал победителем Западной конференции MLS с «Нью-Йорк Ред Буллз».
В 2010 году стал работать в «Онсе Кальдасе». Клуб на тот момент находился на грани вылета из Примеры. В конце года Осорио привёл эту команду к титулу чемпиона Колумбии (Финалисасьон).
После краткого пребывания в тренерском штабе мексиканской «Пуэблы» (с декабря 2011 по март 2012 года) был назначен главным тренером «Атлетико Насьоналя», с которым добился наибольших успехов в своей тренерской карьере. Трижды приводил «атлетов» к победам в чемпионате страны, дважды завоёвывал Кубок Колумбии, а также выиграл Суперлигу.
В мае 2015 года стал главным тренером «Сан-Паулу». Контракт был подписан на два года, но уже в октябре было объявлено о том, что колумбийский специалист станет главным тренером сборной Мексики.
С 2015 по 2018 год работал в сборной Мексики, которая вылетела в 1/8 финала ЧМ-2018. Осенью 2018 года возглавил сборную Парагвая, но провёл с ней всего один товарищеский матч — против ЮАР (1:1). В начале 2019 года ушёл с поста по семейным обстоятельствам.

## Титулы
- Чемпион Колумбии (4): 2010-II, 2013-I, 2013-II, 2014-I
- Обладатель Кубка Колумбии (2): 2012, 2013
- Победитель Суперлиги Колумбии: 2012
- Победитель Западной конференции MLS: 2008